# John N. Mather
John Norman Mather (9 juin 1942 - 28 janvier 2017) est un mathématicien de l'Université de Princeton connu pour ses travaux sur la théorie de la singularité et la dynamique hamiltonienne.

## Biographie
Il descend d'Atherton Mather (1663-1734), un cousin de Cotton Mather. Ses premiers travaux portent sur la stabilité des applications lisses entre des variétés lisses de dimensions n (pour la variété source N ) et p (pour la variété cible P ). Il détermine les dimensions précises (n,p) pour lesquelles les applications lisses sont stables par rapport à l'équivalence lisse par des difféomorphismes de la source et de la cible (c'est-à-dire des changements de coordonnées infiniment différentiables).
Mather prouve également la conjecture du topologue français René Thom selon laquelle, sous l'équivalence topologique, les applications lisses sont génériquement stables : le sous-ensemble de l'espace des applications lisses entre deux variétés lisses constituées des applications topologiquement stables est un sous-ensemble dense dans la topologie de Whitney lisse. Ses notes sur le thème de la stabilité topologique sont toujours une référence standard sur le thème des espaces topologiquement stratifiés.
Dans les années 1970, Mather est passé au domaine des systèmes dynamiques. Il apporte des contributions aux systèmes dynamiques qui influencent le domaine. Il introduit le concept de spectre de Mather et donne une caractérisation des difféomorphismes d'Anosov. Conjointement avec Richard McGehee (en), il donne un exemple de problème colinéaire à quatre corps qui a des conditions initiales conduisant à des solutions qui explosent en temps fini. C'est le premier résultat qui rend plausible la conjecture de Painlevé.
Il développe une théorie variationnelle pour l'action globale minimisant les orbites pour les cartes de torsion (systèmes hamiltoniens convexes à deux degrés de liberté), dans la lignée des travaux de George David Birkhoff, Marston Morse, Gustav Arnold Hedlund. Cette théorie est maintenant connue sous le nom de théorie d'Aubry-Mather,. Il développe la théorie d'Aubry-Mather dans des dimensions supérieures, une théorie qui s'appelle maintenant la théorie de Mather,,. Cette théorie s'avère profondément liée à la théorie de la solution de viscosité de Michael G. Crandall, Pierre-Louis Lions pour l'équation de Hamilton-Jacobi. Le lien est révélé dans la théorie KAM faible d'Albert Fathi.
Il annonce une preuve de la diffusion d'Arnold pour les systèmes hamiltoniens presque intégrables à trois degrés de liberté. Dans une série d'articles,, il prouve que pour une certaine régularité r, dépendant de la dimension de la variété lisse M, le groupe Diff( M, r ) est parfait, c'est-à-dire égal à son propre sous-groupe de commutateurs, où Diff(M, r) est le groupe des difféomorphismes C^r d'une variété lisse M qui sont isotopes à l'identité par une isotopie C^r à support compact. Il construit également des contre-exemples où la condition de dimension de régularité est violée.
Mather est l'un des trois rédacteurs en chef de la série Annals of Mathematics Studies publiée par Princeton University Press.
Il est membre de l'Académie nationale des sciences à partir de 1988. Il reçoit le prix John J. Carty de l'Académie nationale des sciences en 1978 (pour les mathématiques pures) et le Prix George-David-Birkhoff en mathématiques appliquées en 2003. Il reçoit également l'Ordre brésilien du mérite scientifique en 2000 et la médaille Brouwer de la Société royale mathématique des Pays-Bas en 2014.